# Wanted... A Chaperone
Wanted... A Chaperone è un cortometraggio muto del 1915 diretto e interpretato da Eddie Lyons. Tra gli altri interpreti, Lee Moran, Victoria Forde, Billie Rhodes. Prodotto dalla Nestor e distribuito dall'Universal Film Manufacturing Company, il soggetto del film era firmato da Alfred Smith.

## Produzione
Il film fu prodotto dalla Nestor Film Company di David Horsley.

## Distribuzione
Distribuito dall'Universal Film Manufacturing Company, il film - un cortometraggio di una bobina - uscì nelle sale cinematografiche statunitensi il 7 maggio 1915.